# Stoa van Eumenes
De Stoa van Eumenes was een stoa (zuilenhal) aan de zuidkant van de Akropolis in het oude Athene, die werd gebouwd in opdracht van koning Eumenes II van Pergamon.
Eumenes II schonk de Stoa tijdens zijn koningschap (197-159 v.Chr.). De Stoa lag tussen het (later gebouwde) Odeion van Herodes Atticus en het Dionysustheater. De achterkant lag tegen de Peripatos, de weg die rondom de Akropolis liep en die ter plaatse werd ondersteund door steunberen die waren verbonden door halfronde bogen. De stoa is vrijwel verdwenen waardoor de steunberen en bogen nu zichtbaar zijn.
De Stoa was oorspronkelijk 163 m. lang, 17,65 m. breed en had twee verdiepingen. De benedenverdieping bestond uit een buitenste colonnade van 64 Dorische zuilen en een binnencolonnade van 32 Ionische zuilen. Op de bovenverdieping werd het dak gedragen door twee rijen zuilen die op precies dezelfde plaats stonden als die op de benedenverdieping, maar verschilden in zuilorde: de buitenste colonnade had hier Ionische zuilen en de binnencollonade Pergameense kapitelen met palmbladeren.
De onderste verdieping stond aan de oostkant in verbinding met het benedengedeelte van het Dionysustheater, terwijl de bovenverdieping via het bovengedeelte van het Dionysustheater in verbinding stond met de Peripatos. De Stoa werd dan ook gebruikt als ruimte waar bezoekers van het theater tussen de voorstellingen door konden vertoeven en beschutting konden vinden tegen regen en zon. Toen in de 2e eeuw n.Chr. het Odeion van Herodes Atticus werd gebouwd werd de westkant van de Stoa op vergelijkbare wijze daarmee verbonden.
De Stoa van Eumenes leek erg op de Stoa van Attalus op de Agora, die was gebouwd in opdracht van Attalus II, de broer van Eumenes die hem opvolgde als koning van Pergamon. Dit zou erop kunnen wijzen dat de twee stoa’s dezelfde architect hadden.
De Stoa van Eumenes werd in de 3e eeuw n.Chr. verwoest, mogelijk tijdens de inval van de Herulen in 267 n.Chr.